# 눈다수쿠스
눈다수쿠스(Nundasuchus)는 멸종된 크루로타르산 속 양서류이다. 파라크로코딜로모르파와 관련된 지배파충류일 가능성이 있으며, 이 속의 잔해는 탄자니아 남서부의 트라이아스기 중기 만다층에서 알려져 있다. 여기에는 척추, 사지 요소, 골배엽 및 두개골 조각을 포함하여 부분적으로 완전한 단일 골격으로 알려진 단일 종인 '눈다수쿠스 송게아네시스'가 있다.

## 특징
눈다수쿠스는 탄자니아 다르에스살람의 탄자니아 국립박물관에 소장되어 있는 부분적으로 완전한 분리되고 대부분 분리된 개인인 완모식 NMT RB48로만 알려져 있다. 홀로타입은 부분적인 오른쪽 익상근, 거의 완전한 오른쪽 치아, 오른쪽 비장, 오른쪽 쌍방 및 분리된 치아와 다음 두개골 후골로 구성된다: 부분 환추, 2개의 관절된 목 중간 척추, 2개의 관절된 등 중앙 척추, 마지막 등 척추, 천골 갈비뼈가 있는 천골, 가장 앞쪽 꼬리 척추, 등쪽 갈비뼈, 위, 연결되고 분리된 측정중 골배엽, 쇄골 간을 포함한 부분 어깨 거들, 양쪽 쇄골 부분, 왼쪽 및 오른쪽 견갑골 전체, 오른쪽 오구, 왼쪽 상완골, 양쪽 치골, 양쪽 대퇴골, 왼쪽 비골, 왼쪽 경골의 내부 및 외부 끝, 왼쪽 황기, 왼쪽 종골, 왼쪽 4번째 족근골과 4번째 중족골을 제외한 모든 부분, 오른쪽 3번째 바깥쪽 끝 다섯 번째 중족골, 수많은 분리된 지골, 부분적인 조갑골 및 기타 많은 단편들로 이루어져 있다.
NMT RB48은 2007년 스텔링 네스비트 박사에 의해 Z41 지역으로 알려진 약 100평방미터의 고립된 노두에서 다른 지배파충류 및 코뿔소의 유적과 함께 발견되었다.
Ndatira 강과 Njalila 강 사이에 위치한 이러한 지역은 탄자니아 Ruhuhu 분지의 Manda 침대 Lifua 구성원 중앙에 있는 플루비오바쿠스트린 이암-사암 순서에 속한다. 잘 연구된 남아프리카 키노그나투스 집합지대(Cynognathus Assemblage Zone) C 하위 구역의 네발동물상과의 비교에 따르면, 이 동물군은 트라이아스기 중기의 아니시아 단계까지 거슬러 올라가는 것으로 간주된다.